# Bágyi Balázs
Bágyi Balázs (Pécs, 1973. szeptember 19. –) dobos, zeneszerző, zenepedagógus, a magyar dzsessz-élet egyik meghatározó egyénisége, a Magyar Jazz Szövetség elnöke.

## Pályafutása
1998-ban kitüntetéses diplomát szerzett a Liszt Ferenc Zeneművészeti Egyetem Jazz Tanszékén, azóta a magyar és a nemzetközi koncertélet elismert művésze. Saját zenei projektjeivel Európa számos országában, illetve az Amerikai Egyesült Államokban is koncertezett, több alkalommal is képviselve hazánkat rangos külföldi eseményeken.
1998–2003-ig a Whiteful Band dobosa, ezt követően 2004-ben a jazz és folk élet kiválóságaiból megalakította saját együttesét, a Bágyi Balázs Quartet-et. A kvartett két lemezt jelentetett meg, sajátosan magyar ethno-jazz zenéjük javarészt Balázs szerzeményei.
2005–2006-ban a Harcsa Veronika Quartet tagja. „Speak Low” című albumuk listavezető és hatalmas siker lett Japánban.
Szintén ezekben az években a győri Mediawave Fesztiválokon, a Nemzetközi Improvizatív Zenei Workshop keretében több neves magyar muzsikus (Grencsó István, Kovács Ferenc, Tóth Viktor, Szandai Mátyás…) mellett együtt dolgozott az amerikai bőgős, komponista William Parker-rel, az ütőhangszeres mester Hamid Drake-kel és az altszaxofonos Rob Brown-nal. A későbbiekben számos más amerikai és európai művésszel lépett fel, úgy mint: Eldad Tarmu, Chuck Jennings, Arthur Kell, Eric Essix, Pedro Negrescu, Geoff Warren és Marcello Sebastiani… csak néhányat említve.
Balázs számára jelentős nemzetközi áttörést hozott a 2007-ben Borbély Mihály szaxofonos, Michael Jefry Stevens zongorista és Joe Fonda bőgős társaságában megalakított Eastern Boundary Quartet. Az együttes neves helyeken és rangos fesztiválokon fellépve időről-időre turnézik az USA-ban és Európában egyaránt. Eddig három lemezük jelent meg, a legutóbbi "Live at De Werf" címmel az amerikai Artists Recording Collective gondozásában 2013-ban.
Ugyancsak 2007-ben jött létre duója P. Szabó Dániel cimbalmossal, mely formáció egyedülálló[forrás?] szín a világzenei palettán. "Duola" című, bemutatkozó lemezük megjelenése után többször turnéztak Romániában, 2011-ben – a Magyar Kulturális Intézet meghívására – felléptek többek között Bukarestben a Nemzetközi Könyvfesztiválon is, 2012-ben pedig egy három országot (Románia, Moldova, Bulgária) érintő turné keretében a Magyar Nagykövetség felkérésére adtak sikeres[forrás?] hangversenyt Kisinyovban.
2008-ban Balázs az Eldad Tarmu/Chuck Jennings Jazz Ensemble-lel turnézott Romániában, Magyarországon és Szlovákiában, az Eastern Boundary Trióval, a Bágyi Balázs Quartet-tel pedig Erdélyben. Salamon Beáta folk hegedűssel kiegészülve a "Métamorfózis" Gála keretében szerepeltek a Művészetek Palotája Bartók Béla Nemzeti Hangversenyteremben Budapesten és a Zene Ünnepén Berlinben a Pfefferbergben.
2009-ben Rieger Attila gitárossal és Oláh Zoltán bőgőssel létrehozott Collaboration Trio tagjaként többször játszott együtt az alabamai Eric Essix gitárossal Magyarországon, 2010 júniusában pedig a Preserve Jazz Festival-on léptek fel az Egyesült Államokban.
2009-ben Balázs csatlakozott az autentikus brazil zenét játszó Budapest Bossanova Quintet-hez és elfogadta a meghívást Mohácsy Albert sajátos world music projektjébe, a MagyarVista Social Club-ba, melynek bemutatkozó lemezén egy 31 zenészt felvonultató magyar világzenei válogatott tagjaként szerepel.
Számos zenekar és önálló muzsikusi karrierje mellett 1996 óta folyamatosan dolgozik a Novák János vezette budapesti Kolibri Színházban.
2013-ban megalapította legújabb formációját, a Bágyi Balázs New Quartet-et. Az új felállás zeneiségében árnyaltabban jelenik meg a folk hangzás, sokkal inkább a post bop elemekből építkező akusztikus kortárs jazz dominál. Együttesében a magyar jazz fiatalabb korosztályának jeles képviselői a partnerei, az elsöprő intenzitással játszó szaxofonos, Ávéd János, a klasszikus zenén nevelkedett Junior Príma díjas zongorista, Oláh Dezső és Közép-Európa egyik legnagyszerűbb bőgőse, Oláh Péter. A formáció repertoárja a névadó zenekarvezető szerzeményeire épül. A zenekar bemutatkozó albuma 2014-ben jelent meg Easy Landing címmel.

## Művészete
Különleges "táncoló" dobolási stílusa tele van energiával s szenvedéllyel[forrás?], hangszeres megnyilvánulásai egyszerre erőteljesek és elegánsan könnyedek. Gördülő ritmusok és természetes akusztikus hangzás zenei nyelvezetének főbb jellemzői, dallamos dobjátéka komplex[forrás?] zenei élményt nyújt.
Saját formációi mellett az elmúlt években számos amerikai és európai muzsikussal dolgozott együtt, többször turnézott az Amerikai Egyesült Államokban, szerte Európában és vált nemzetközileg elismert művésszé.

## Zeneoktatás
Itthon Bágyi Balázs elismert[forrás?] doboktató és zenepedagógus. 2007-2011 között a Dr. Lauschmann Gyula Zeneművészeti Jazz Szakközépiskola igazgatója volt Székesfehérvárott, jelenleg a Reményik Sándor Református Általános Iskola és Alapfokú Művészeti Iskola dobtanára, és a Hang-Szín-Tér Művészeti Iskola tanára. 2012-ben a zenei oktatás területén kifejtett munkásságáért az Artisjus Zenei Alapítvány díjában részesült.

## Társasági tagság
2007 óta a Magyar Jazz Szövetség elnökségi tagja, 2013 óta pedig a szervezet elnöke.

## Egyéb tevékenységek
Mint előadóművész, több neves hangszergyártó endorsere: a prémium kategóriás kanadai Ayotte dobok, a kézzel kovácsolt török Agean cintányérok és a svájci Cympad cég képviselője.

## Zenekarok
- 1998-2003 – Whiteful Band
- 2004-2007 – Bágyi Balázs Quartet
- 2005-2006 – Harcsa Veronika Quartet
- 2009-2013 – Budapest Bossanova Quintet
- 2009- Collaboration Trio
- 2007- Eastern Boundary Quartet
- 2007- Duola
- 2009- MagyarVista Social Club
- 2013- Bágyi Balázs New Quartet

## Diszkográfia
- 2003 – Whiteful: Future in the Past
- 2003 – Cseh Tamás – Novák János: Ady dalok
- 2004 – Bágyi Balázs Quartet: Valahol máshol
- 2005 – Harcsa Veronika Quartet: Speak Low
- 2006 – Bágyi Balázs Quartet és Salamon Beáta: Magyar Zene
- 2007 – Eastern Boundary Quartet: Eastern Boundary
- 2009 – Bágyi Balázs – P. Szabó Dániel: Duola
- 2010 – Eastern Boundary Quartet: Icicles
- 2010 – Budapest Bossanova Quintet: Desafinado
- 2011 – Mohácsi Albert és a MagyarVista Social Club: Lili dalai
- 2012 – MagyarVista Social Club: Utazólevél
- 2013 – Eastern Boundary Quartet: Live at De Werf
- 2014 – Bágyi Balázs New Quartet: Easy Landing

## Elismerések
- 2012 – Artisjus Zenei Alapítvány díja a zenei oktatás területén kifejtett munkásságáért